# Joseph Hélie Désiré Perruquet de Montrichard
Joseph Hélie Désiré Perruquet de Montrichard (Thoirette, 24 gennaio 1760 – Strasburgo, 5 aprile 1828) è stato un militare francese.
Appartenente alla casa dei Montrichard, antichissima famiglia della nobiltà francese, fu uno dei generali della rivoluzione e del Primo Impero francese. Il suo nome è inciso sotto l'Arco di Trionfo a Parigi.

## Biografia
Figlio di Georges Perruquet de Montrichard e Marie Claudine Naudin, sposò il 4 febbraio 1797 a Dessenheim, Haut-Rhin, Caroline-Chrétienne-Auguste Boecklin de Boecklinsau dalla quale ebbe almeno due figli: Victor Perruquet de Montrichard nato nel 1801, tenente nel 10º reggimento di fanteria di linea nel 1828, e Prosper Perruquet de Montrichard nato nel 1802, diplomato in legge nel 1828. .
Joseph Hélie Désiré Perruquet de Montrichard studiò artiglieria presso la Scuola di Artiglieria e Ingegneria di Metz nel 1781, poi a Besançon nel 1782. Iniziò la carriera militare come sottotenente nel reggimento di artiglieria di Strasburgo nel 1783, salendo poi costantemente di grado. Fece le prime campagne della Rivoluzione francese negli eserciti di Haut-Rhin, Bas-Rhin, Nord e Rhin-et-Moselle. Fu promosso aiutante generale capo brigata il 13 giugno 1795.
Divenne generale di brigata sul campo di battaglia il 15 termidoro dell'Anno IV del calendario rivoluzionario francese all'attraversamento del Reno prima di Kehl, e fu chiamato un anno dopo alla funzione di capo di stato maggiore nell'esercito di Magonza. Prese poi parte alle campagne d'Italia e a quelle dell'Armata del Reno. Nominato generale di divisione il 17 piovoso dell'anno VII, comandò in particolare la divisione destra dell'esercito nella battaglia della Trebbia del 1799. Nell'anno XI fu nominato comandante in capo delle truppe francesi nella Repubblica Batava, poi divenne temporaneamente governatore del Ducato di Brunswick-Lüneburg, prima di essere assegnato ad altri incarichi. Fu nominato Cavaliere della Legion d'Onore l'11 11 dicembre 1803 e Commendatore dell'Ordine il 14 giugno 1804.
Studente d'artiglieria in soprannumero alla Scuola di Metz il 16 agosto 1781, trascorse come allievo d'artiglieria a Besançon l'11 settembre 1782.
Nominato sottotenente d'artiglieria nel reggimento di Strasburgo il 1º settembre 1783, primo tenente l'11 giugno 1786, entrò nella qualità di secondo capitano d'artiglieria nel reggimento di Metz il 1º aprile 1791, e lì fu nominato capitano-comandante il 1º giugno 1792. Ha combattuto negli eserciti di Haut-Rhin, Bas-Rhin, Nord e Rhin-et-Moselle, le prime campagne della Rivoluzione, e ha mostrato in diversi casi un'energia insolita. Promosso chef de bataillon aiutante generale il 30 luglio 1793, continuò a dare prova di coraggio e talento. Ancora negli eserciti attivi, Montrichard. attirò l'attenzione dei generali nelle guerre degli anni II e III, e fu creato capo dell'aiutante generale di brigata il 25 di Prairial di quest'ultimo anno.
Nell'anno IV, all'attraversamento del Reno, davanti a Kehl, il 15 Termidoro, si imbarcò con un piccolo numero di uomini, attraversò audacemente il fiume sotto il cannone nemico, si impadronì a forza della sponda opposta, prese un gran numero di prigionieri, occupò il posto che gli era stato ordinato di prendere e contribuì molto al successo di questa splendida giornata. ; la sua eccellente condotta gli valse il grado di generale di brigata sul campo di battaglia.
Al passaggio del Lech, effettuato il 7 fruttidoro successivo, si gettò nel fiume alla testa delle colonne che infiammò con il suo esempio, si avventò sul nemico e lo mise in rotta dopo una vigorosa resistenza. In questa azione audace ha ricevuto le congratulazioni del governo. Se il generale Montrichard ha mostrato audacia ed energia in questi vari attacchi, ha anche saputo mostrare talento nella difesa. È così che ha accresciuto la sua reputazione durante la ritirata dell'esercito del Reno e della Mosella alla fine di questa campagna.
Impiegato nell'anno V negli eserciti del Reno e della Germania, fu chiamato, il 24 Termidoro dell'anno VI, alla carica di Capo di Stato Maggiore dell'Armata di Magonza.
Quando il Direttorio scelse il generale Joubert al comando dell'Esercito d'Italia, Montrichard lo seguì e lo aiutò nell'esecuzione del piano che mirava ad assicurare il completo possesso del Piemonte; quando il Re di Sardegna firmò la sua rinuncia alla corona il 23 Vendemmiario, dell'anno VII, era Capo di Stato Maggiore dell'Esercito d'Italia.
Promosso al grado di generale di divisione il 17 piovoso, comandò il posto di Bologna pochi giorni prima che Scherer prendesse il comando di questo esercito. Sconfitto Scherer a Magnano il 5 fiorile, il generale Montrichard fu incaricato di prevenire le conseguenze di questa sconfitta coprendo la Toscana e la Liguria, missione che portò a termine con pieno successo. Sconfisse gli Imperiali in diversi scontri e li costrinse ad abbandonare l'assedio del forte di Urbino. Questo comando era tanto più difficile in quanto gli austriaci avevano molti sostenitori in Toscana e fomentavano insurrezioni tra gli abitanti, ma il suo carattere fermo mantenne dovunque la calma e la tranquillità. Ristabilì le comunicazioni tra Bologna e Ferrara, che gli insorti avevano momentaneamente intercettato: fu allora che ebbe un alterco piuttosto vivace con il generale Lahoz, comandante delle truppe cisalpine, a seguito del quale sospese questo ufficiale dai suoi ranghi e compiti, liberando le truppe sotto il suo comando dall'obbedienza militare; questo provvedimento, forse troppo rigoroso, fece dimenticare a Lahoz quanto doveva alla Francia e lo gettò nelle file del nemico.
"Il generale Montrichard comandò la giusta divisione dell'esercito nella sanguinosa battaglia della Trébbia, consegnata ai francesi dagli austro-russi il 2 Prairial, e che durò tre giorni. Il generale Montrichard condusse poi le campagne degli anni VIII e IX contro l'Armata del Reno. Prese la parte più attiva nelle vittorie ottenute dal generale Moreau e si ritrovò, a capo della sua divisione, nelle battaglie di Engen, Moîskirch, Hochstedt. Si distinse soprattutto negli affari di Stockach, Mimmingen e Oberhausen. Prese quindi il comando di una delle tre divisioni incaricate di coprire l'alta Svevia, il paese dei Grigioni e del Voralberg, e, il 27 brumaio dell'anno X, quello delle truppe francesi in Helvetia. Nel successivo mese di termidoro fu governatore del Ducato di Lüneburg, quando gli fu ordinato di attraversare l'Italia. Il 27 brumaio dell'anno XII, Montrichard prese il comando della I Divisione del corpo d'armata impiegata negli Stati di Napoli. Nominato membro della Legion d'Onore il 9 frimaio, l'Imperatore lo elevò al grado di Commendatore dell'Ordine il 25 pratile. Nel mese di brumaio dell'anno XIV, Montrichard era in marcia con la sua divisione quando due corrieri straordinari gli portarono l'ordine del tenente generale Gouvion-Saint-Cyr di recarsi ad Ancona per assumere il comando superiore di quel luogo, occupare immediatamente e governare tutti i forti e le postazioni che da essi dipendevano, formare in quindici giorni una scorta d'assedio per tre mesi, di ogni genere, innalzare tutte le opere che erano state stabilite nell'ultima guerra, mettere il luogo nel miglior stato di difesa, e spingere i lavori con la massima attività.

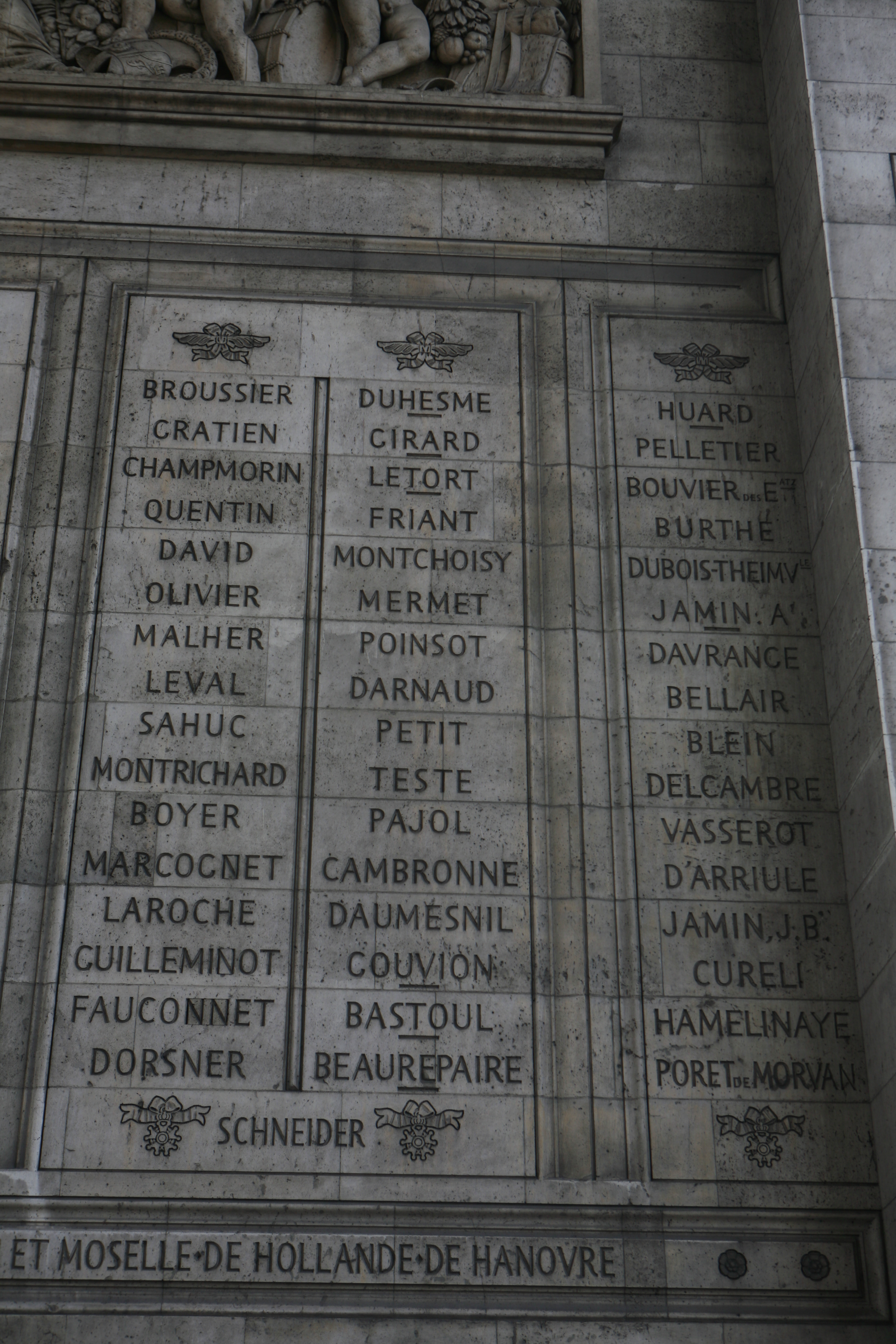
Nomi incisi sotto l'Arco di Trionfo di Parigi (particolare del pilastro nord)

Avendo il generale Montrichard speso una somma di 100 000 piastres sulla marcia di Ancona, l'imperatore, informato di questa circostanza, pose fine alle sue funzioni il 16 marzo 1806 e gli ordinò di tornare a Parigi per riferire sulla sua condotta. Montrichard perorò la sua causa al cardinale Joseph Fesch, il quale finì per ritenere il suo interlocutore più sfortunato che colpevole, mentre il conte Dejean, nella sua relazione su questa vicenda, giustificò la condotta dell'ex governatore di Ancona mettendo tutto sotto gli occhi di Napoleone. Quest'ultimo non sembrò nutrire rancore nei confronti di Montrichard, che venne nuovamente impiegato nell'esercito di Dalmazia il 14 gennaio 1808. Il 30 giugno 1809 ricevette l'ordine di recarsi al quartier generale imperiale e il 12 novembre prese il comando della II Divisione dell'XI corpo d'armata. Disponibile in seguito all'organizzazione dell'esercito d'Illiria nel 1810, fu chiamato nel 1812 a comandare la divisione che si andava organizzando in Friuli. Il 3 marzo 1813 prestò servizio nelle Province Illiriche. Durante la terza campagna dalmata difese la città di Ragusa contro gli anglo-austriaci, dovendosi arrendere il 29 gennaio 1814, ponendo così fine alla dominazione francese nelle province illiriche.
Durante la Prima Restaurazione, il re Luigi XVIII lo nominò cavaliere dell'Ordine di San Luigi il 5 novembre 1814 e gli affidò il comando della VI divisione militare di Besançon nel luglio 1815.
Montrichard si ritirò in pensione il 4 settembre 1815 e morì il 5 aprile 1828 a Strasburgo all'età di 68 anni.
Il suo nome è inciso sulla settima colonna del pilastro nord dell'Arco di Trionfo di Parigi.